# Chania Lufthavn
Chania Lufthavn, "Ioannis Daskalogiannis", (IATA: CHQ, ICAO: LGSA) er en lufthavn der ligger på tæt på Souda-bugten, 14 km øst for Chania, på den græske ø Kreta. Lufthavnen er opkaldt efter Ioannis Daskalogiannis, en oprører fra Kreta der i det 18. århundrede kæmpede imod det Osmanniske Rige.
Lufthavnen benyttes også af det græske luftvåben og United States Navys enhed, "United States Naval Support Activity (NSA) Souda Bay". Det var også her at Norges F-16-fly blev udstationeret under Operation Odyssey Dawn i 2011.